# N.W.A
N.W.A (Niggaz Wit Attitudes) was een Amerikaanse hiphopgroep die gangstarap populair maakte. De groep was afkomstig uit Compton, Californië. N.W.A zorgde gedurende de jaren 1980 voor heel wat controverse door het gebruik van expliciete teksten, maar was ook erg populair door de sociale kritiek in de nummers.

## Geschiedenis
Gewezen drugshandelaar Eric Wright, beter bekend als Eazy-E, richtte samen met Jerry Heller het label Ruthless Records op. In 1987 bracht Ruthless Records, in samenwerking met Macola Records, het album N.W.A. and the Posse uit. De groep N.W.A was op dat moment nog niet compleet en dus zorgde N.W.A voor slechts vier nummers op het album. De nummers (8-Ball, Dopeman, Panic Zone en Boyz-n-the-Hood) zouden later wel nog terugkeren op andere albums. De leden van de groep waren in die dagen Eazy-E, Dr. Dre en Ice Cube.

### Straight Outta Compton
In 1988 verwierf N.W.A bekendheid met het album Straight Outta Compton, een verwijzing naar thuishaven Compton. Ondertussen was de groep uitgebreid met de komst van MC Ren. De drie eerste nummers van het album groeiden in de loop der jaren uit tot culthits en schoolvoorbeelden van gangstarap, maar werden door veel organisaties verworpen. De titel van het tweede nummer, Fuck tha Police, liet niets aan de verbeelding over. De rappers klaagden in het nummer onder meer politiegeweld en rassenprofilering en -discriminatie aan. Het gebruik van expliciete teksten om sociale problemen aan te kaarten, viel bij de overheid echter niet in de smaak. N.W.A werd door het FBI in het oog gehouden en politieagenten weigerden de groep te beschermen tijdens concerten. Straight Outta Compton was een van de eerste albums met het Parental Advisory-logo, maar behaalde toch dubbel platina.
Verder bouwend op het succes van de groep kwam Eazy-E op de proppen met een soloalbum. Op het album Eazy-Duz-It zijn enkel Eazy-E en MC Ren te horen, maar de teksten en muziek werden wel door de volledige groep verzorgd. Dr. Dre en DJ Yella schreven de muziek en Ice Cube en MC Ren waren de voornaamste songwriters voor het album. Eazy-Duz-It werd een groot succes en behaalde eveneens platina.
Volgens velen was deze periode ook het begin van de machtsverschuiving van de East Coast, waar groepen als Public Enemy populair waren, naar de West Coast, waar N.W.A de bekendste naam was.

### Ice Cube verlaat N.W.A

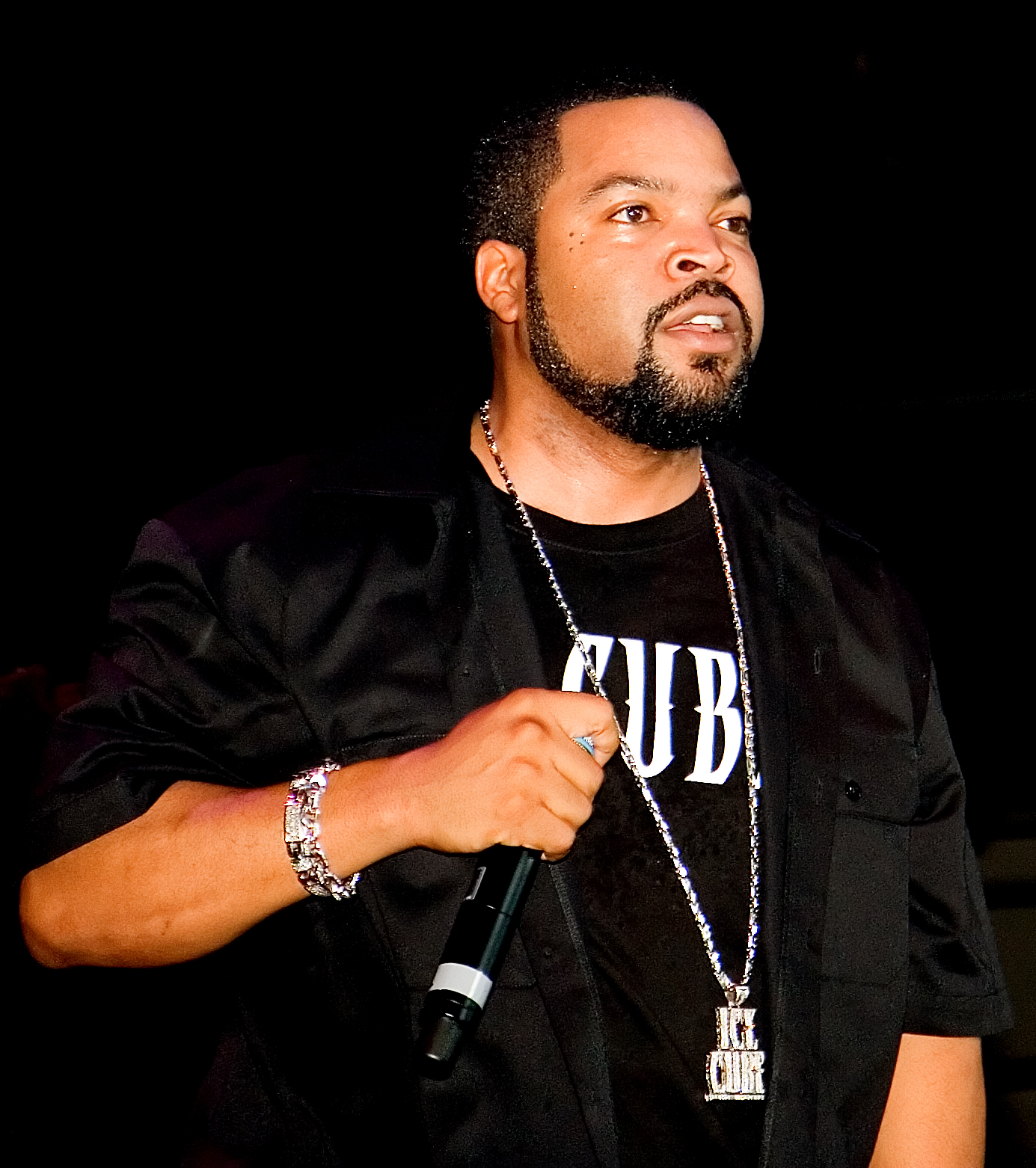
Na het vertrek van rapper Ice Cube bleven de grote successen voor N.W.A uit

Eind 1989 ontstonden de eerste wrijvingen binnen de groep. Rapper Ice Cube meende dat hij bijna de helft van het succesvolle album Straight Outta Compton had geschreven, maar vond dat hij daar niet voldoende voor was beloond. Na hevige discussies over de royalty's stapte Ice Cube uit de groep. In 1990 bracht hij zijn soloalbum AmeriKKKa's Most Wanted uit. Het album werd goed onthaald door zowel de critici als het grote publiek.
Enkele maanden later volgde het antwoord van de overige leden van N.W.A. De ep 100 Miles and Runnin' werd echter geen groot succes. Er werd enkele malen gerefereerd aan de gebeurtenissen omtrent het vertrek van Ice Cube. Zo werd hij in een paar nummers omschreven als een lafaard en een niet-originele artiest. N.W.A en Ice Cube groeiden steeds verder uit elkaar. Een nummer van de ep Kill at Will van Ice Cube toonde duidelijk aan dat de rapper zich van N.W.A had gedistantieerd. In 1991 was hij ook te zien in de film Boyz n the Hood, tevens de titel van een nummer van N.W.A.
De groep reageerde met Efil4zaggin (omgekeerde spelling: Niggaz 4 Life). Het album wordt beschouwd als het begin van de G-funk en lanceerde de carrière van Dr. Dre als muziekproducent. Verder werd Ice Cube nog een paar keer door het slijk gehaald. De leden van de groep verwezen naar hem met de naam Benedict Arnold, een historische figuur die tijdens de Amerikaanse Onafhankelijkheidsoorlog zijn vaderland had verraden. Voor Ice Cube was dat het signaal om in de tegenaanval te gaan. In het album Death Certificate bestempelde hij zijn vroegere collega's als homo's. Verder had hij ook geen mooie woorden over voor Jerry Heller, de Joodse manager van de groep:
"Get rid of that devil real simple, put a bullet in his temple ... cuz you can't be the "Niggaz 4 Life" crew, with a white Jew tellin' you what to do."
De songtekst zorgde voor heel wat commotie en Ice Cube werd zelfs beschuldigd van antisemitisme. In eerste instantie werd het nummer in het Verenigd Koninkrijk geweigerd, later werd de tekst aangepast en werd het nummer toch uitgebracht. Ondertussen liet ook N.W.A opnieuw van zich horen, hetzij in negatieve zin. Dee Barnes, de presentatrice van het muziekprogramma Pump It Up, had verslag uitgebracht van de vete tussen N.W.A en Ice Cube. Dr. Dre was niet tevreden met het verslag en sloeg Dee Barnes in elkaar. Jaren later zou rapper Eminem in het nummer Guilty Conscience nog eens spottend naar het incident verwijzen:
"You gonna take advice from somebody who slapped Dee Barnes?"
Na het vertrek van Ice Cube had N.W.A nooit meer het succes van Straight Outta Compton kunnen evenaren. Het album Efil4zaggin werd de laatste samenwerking van de groep, die begin jaren 1990 ophield met bestaan. Enkele belangrijke artiesten, waaronder Dr. Dre, ruilden vervolgens Ruthless Records in voor het nieuwe label Death Row Records. Eazy-E werd verplicht de contracten van deze artiesten af te staan, wat voor een hevige ruzie zorgde tussen Dr. Dre en Eazy-E. In hun soloalbums verweten de twee rappers elkaar voortdurend. Het album The Chronic van Dr. Dre werd een enorm succes en lanceerde rapper Snoop Dogg. Eazy-E reageerde met een erg expliciete tekst in het nummer Real Muthaphuckkin G's. In de videoclip van het nummer worden zelfs foto's getoond van Dr. Dre. Eazy-E verwees naar zijn vroegere collega met de term She Thang, een alludatie op het nummer Nuthin' but a "G" Thang van Dr. Dre.
In 1995 overleed Eazy-E aan de gevolgen van aids. Hij was op dat ogenblik bezig aan een nieuw album: Str8 off tha Streetz of Muthaphukkin Compton. Zowel Dr. Dre als Ice Cube hebben na de dood van de rapper met geen slecht woord meer over hem gesproken.

### Opvolging
Gedurende de jaren 1990 waren er heel wat plannen om de nog levende leden van de groep N.W.A samen te brengen. Maar omdat de meeste artiesten ondertussen voor verscheidene platenlabels werkten, ging de terugkeer niet door. Toch nam het "nieuwe" N.W.A, met onder meer Snoop Dogg als nieuwe rapper, enkele nummers op. De nummers Hello en Chin Check waren later te horen op enkele compilatiealbums.

## Film
Op 11 augustus 2015 ging de biopic Straight Outta Compton in wereldpremière. F. Gary Gray regisseerde de film en Dr. Dre en Ice Cube hielpen ook mee met de productie. Ice Cubes zoon O'Shea Jackson jr. speelde de rol van zijn vader.
In Nederland en België zou de film niet vertoond worden, maar toen het een kaskraker bleek te zijn, werd deze beslissing in beide landen teruggedraaid.
De film gaf Dr. Dre ook inspiratie om, na 15 jaar, zijn laatste album uit te brengen. Hij kondigde hiermee ook aan dat zijn langverwachte album, Detox, werd geannuleerd. Naar eigen zeggen omdat hij het album niet goed genoeg vond.

## Leden en regelmatige medewerkers
- Arabian Prince (Kim Nazel) - rapper, producent (1986-1988)
- Dr. Dre (Andre Young) - dj, producent, rapper (1986-1991)
- Eazy-E (Eric Wright) - rapper (1986-1991)
- Ice Cube (O'Shea Jackson) - rapper, songwriter (1986-1989)
- MC Ren (Lorenzo Patterson) - rapper, songwriter (1988-1991)
- DJ Yella (Antoine Carraby) - dj (1986-1991)

## Discografie
- N.W.A. and the Posse, 1987
- Straight Outta Compton, 1988
- 100 Miles and Runnin', 1990
- Efil4zaggin, 1991
- Greatest Hits, 1996
- The N.W.A Legacy, Vol. 1: 1988-1998, 1999
- The N.W.A Legacy, Vol. 2, 2002
- The Best of N.W.A: The Strength of Street Knowledge, 2006

## Filmografie
- Straight Outta Compton, 2015

Eazy-E · Dr. Dre · Ice Cube · MC Ren · DJ Yella · Arabian Prince